# Bossekop
Bossekop est un village de la commune d'Alta dans le comté de Finnmark en Norvège.
Il a été choisi comme lieu d'hivernage pour les quatre scientifiques faisant partie de la mission scientifique de la corvette La Recherche visant à explorer scientifiquement la Scandinavie, la Laponie, le Spitzberg et les îles Féroë, pendant les années 1838,1839 et 1840. La mission est pilotée par Joseph Paul Gaimard, président de la Commission scientifiqe du Nord qui publiera plusieurs tomes consacrés aux résultats scientifiques de l'expédition avec de nombreuses observations météorologiques, magnétiques, hydrographiques. L'observation des aurores boréales pendant l'hivernage du 12 août 1838 au 19 avril 1839 occupe un volume complet. Parmi les quatre scientifiques ayant participé à cet hivernage, on note la présence du scientifique français, Auguste Bravais. 
Le village a été détruit par les allemands à la fin de l'occupation de la Norvège en novembre 1944. Le seul bâtiment qui subsiste de l'époque est l'église d'Alta (en).
En 2000, les villages de Bossekop, Alta et Elvebakken ont été fusionnés dans la ville d'Alta.

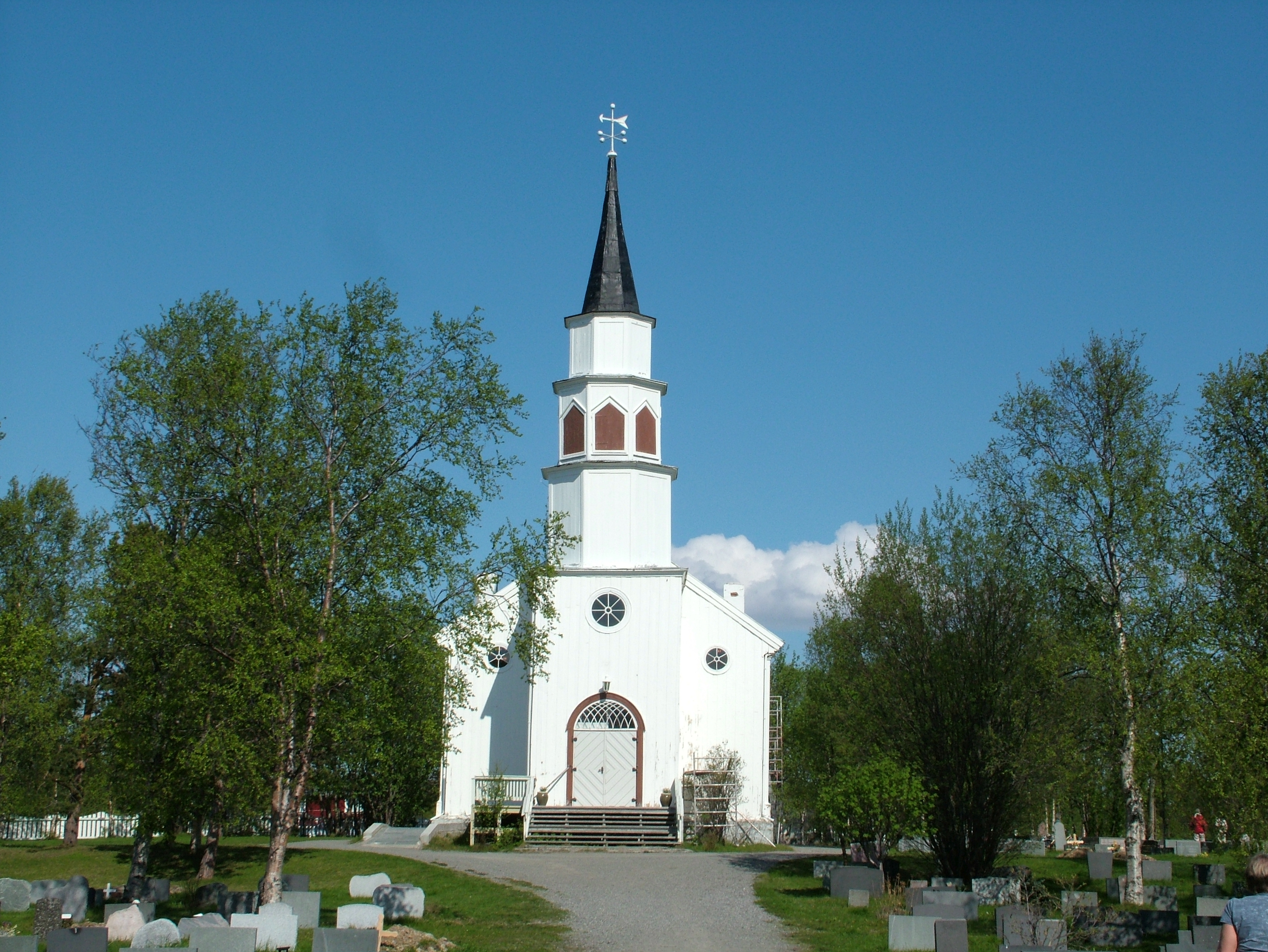
Église d'Alta